# The Yealands

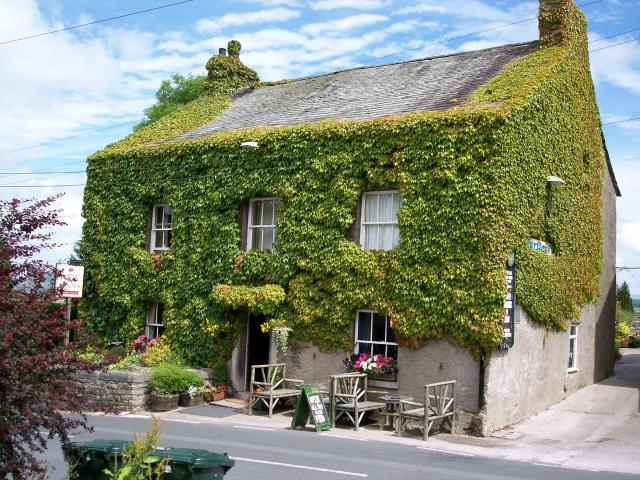
Yealand Conyers

The Yealands är en civil parish i distriktet Lancaster, i grevskapet Lancashire, i England. Civil parish är belägen 14 km från Lancaster. Civil parishen inrättades den 1 april 2024 från Yealand Conyers och Yealand Redmayne. Civil parishes hade 539 invånare år 2021. Byar nämndes i Domedagsboken (Domesday Book) år 1086, och kallades då Jalant.